# Ryszard Izbicki
Ryszard Jerzy Izbicki (ur. 22 kwietnia 1943 w Białej Podlaskiej) – polski inżynier budownictwa lądowego. 
Absolwent Politechniki Wrocławskiej. Studia ukończył w 1967 roku, jako magister inżynier budownictwa. W tym też roku został zatrudniony na stanowisku asystenta, a później starszego asystenta w Katedrze Fundamentowania.  Stopień naukowy doktora nauk technicznych nadała mu w 1971 roku Rada Naukowa Instytutu Geotechniki Politechniki Wrocławskiej. Stopień doktora habilitowanego nauk technicznych w zakresie budownictwa uzyskał w 1983 roku na Wydziale Budownictwa Politechniki Wrocławskiej. Od 1996 profesor na Wydziale Budownictwa Lądowego i Wodnego Politechniki Wrocławskiej. Dziekan Wydziału Budownictwa Lądowego i Wodnego (2002-2005). Odznaczony Złotą odznakę Politechniki Wrocławskiej, Złotym Krzyżem Zasługi oraz Medalem Komisji Edukacji Narodowej.